# Ideato Norte
Ideato Norte é uma Área de Governo Local de Imo (estado), Nigéria foi criado em 1976 como Ideato Governo Local, mas foi dividido em Ideato Norte, e Ideato Sul Aldeias pertencentes à comunidade de Arondizuogu estão localizadas nesta área.
Sua sede administrativa está em Urualla. Outros vilas nesta LGA incluem Obodoukwu, Akokwa, Uzii, Osina, Akpulu, Umualaoma e Isiokpo.
Em 2011 tinha uma população de 183.260.

## Pessoas notáveis
- Chefe Dr. Ferdinand Anaghara(Iyi)
- Chefe Peter Okwute Ochiehi
- Prof. C. M. Ojinnaka
- Barr. Fidelis Ilobi(Odichukwumma)
- Chefe Sylvester Aladi(urudiks Okenwa)
- Chefe Hyginus Nwaogu.

Onyeka Onwenu
Chefe Romanus Anaebere.